# Ulrich von Liechtenstein
Ulrich von Liechtenstein (1200 – 1275) è stato un poeta tedesco.

## Biografia
Nobile del ramo dei von Liechtenstein della Stiria, svolse un'intensa attività pubblica, improntata all'affermazione, ormai fuori tempo, degli ideali cavallereschi, che si riflette anche nella sua opera.
Il suo capolavoro, Il servizio delle dame (Frauendienst, 1225), è l'unico corpus di liriche medievali tedesche ordinato cronologicamente dall'autore. È una sorta di autobiografia poetica, composta da 60 Lieder e da tre trattatelli teorici, e imperniata sul «servizio d'amore» della sua dama, per la quale Ulrich indisse numerosi tornei. L'opera rivela un'evoluzione dai canoni classici del Minnesang ad altri di gusto più moderno; ma il racconto enfatizzato delle prove d'amore (soprattutto mirabolanti avventure e tornei) dimostra che il servizio d'amore era ormai divenuto, da vagheggiamento spirituale, ostentazione compiaciuta.
Ulrich von Liechtenstein scrisse anche un trattato didascalico, Il libro delle dame (Frauenbuch, 1257), concepito come una discussione fra dama e cavaliere sulla decadenza dei costumi cortesi.